# Rāzna-See
Der Rāzna-See, (lettisch: Rāznas ezers, auch Rēznas ezers) ist ein See im Osten Lettlands. Volumenmäßig ist es der größte See Lettlands, flächenmäßig nach dem Lubān-See der zweitgrößte.
Der See wird durch 23 Bäche und Gräben gespeist. Es existieren 10 Inseln mit einer Fläche von insgesamt 24,6 Hektar. Im Osten ist der Seegrund sandig, im Norden besteht er aus Lehm. Seit 1940 ist der Wasserstand durch Regulierung des Ausflusses der Rēzekne niedriger. Bei hohem Wasserstand läuft ein Teil des Wassers über den benachbarten Zosna-See ab.
2006 wurde auf Grundlage eines bestehenden Naturschutzgebiets der Nationalpark Rāzna eingerichtet.
Im See sind 26 Fischarten konstatiert.